# Josu Ortuondo Larrea
Josu Ortuondo Larrea (Bilbao, 13 de febrero de 1948) es un economista y político español del Partido Nacionalista Vasco.

## Biografía
Licenciado en Ciencias Económicas en 1975 por la Universidad de Deusto, máster en dirección de empresas, en 1982 hizo un postgrado en la Universidad Complutense de Madrid. De 1969 a 1987 trabajó como directivo bancario. Fue presidente de Bilbogas y de Bilbao Ría 2000 (1993-1999). Fue jefe de la Junta de las Cajas de Ahorros (1995-1999) y presidente de la Feria Internacional de Bilbao (1991-1999).
Miembro del Partido Nacionalista Vasco desde muy joven, formó parte del Bizkai Buru Batzar (1980-1982), y de 1987 a 1991 fue director general de Euskal Irrati Telebista (EITB). De 1991 a 1999 fue alcalde del ayuntamiento de Bilbao y presidente del Consejo Municipal del País Vasco. De 1994 a 1999 fue miembro del Comité Ejecutivo del Consejo de Municipios y Regiones Europeas y presidente de Eurocities de 1998 a 1999.
Fue elegido diputado por la Coalición Nacionalista en las elecciones al Parlamento Europeo de 1999 y por la coalición Galeusca-Pueblos de Europa en las elecciones europeas de 2004. Durante su mandato fue miembro de los grupos parlamentarios Verdes-Alianza Libre Europea (1999-2004) y Alianza de los Liberales y Demócratas por Europa (2004-2009). Entre otros cargos, fue miembro de la Comisión de Transportes y Turismo. Participó en las delegaciones para las relaciones con los países de América Central y la Delegación en la Asamblea Parlamentaria Unión Europea-América Latina.